# خورخي كاماتشو (لاعب كرة قدم)
خورخي كاماتشو (بالإسبانية: Jorge Camacho)‏ هو لاعب كرة قدم بوليفي، ولد في 13 مارس 1956.